# Григорий (Яхимович)
Григо́рий Ива́нович Яхимо́вич (укр. Григо́рій Яхимо́вич; 16 февраля 1792, Подборцы, Австрийская империя — 29 апреля 1863, Львов, Австрийская империя) — епископ Украинской грекокатолической церкви и общественный деятель, митрополит Галицкий, архиепископ Львовский, епископ Каменецкий. Глава Головной руськой рады (1848—1851).

## Биография
Григорий Яхимович родился в селе Подборцы близ Львова 16 февраля 1792 года в семье Ивана и Марии (в девичестве Гарасевич). 26 сентября 1816 года митрополит Михаил Левицкий рукоположил его во пресвитера. В 1818 году, окончив Институт св. Августина в Вене, получил звание доктора богословия. По возвращении во Львов он стал профессором религии на философском факультете во Львовском университете, где преподавал также и педагогику. Кроме того, он был ректором львовской грекокатолической семинарии, каноником митрополичьего капитула и «ректором магнификус» Львовского университета.
В июле 1841 года папа римский Григорий XVI именовал его епископом-суффраганом (епископом-помощником) митрополита Михайло Левицкого с титулом епископа Помпеолитанского. В 1848 году император Фердинанд I именовал его епископом-ординарием Перемышльской епархии, и в этом же году папа Пий IX назначил его Перемышльским епископом.
В 1848 году Яхимович принимал активное участие в галицко-русском движении, возглавил первую общественно-политическую организацию галицких русинов — Главную русскую раду. Он был достаточно либеральным и лояльным к Габсбургской монархии, что позволяло ему заниматься деятельностью по отстаиванию прав своего народа, не подвергаясь преследованиям со стороны австрийского правительства. Так, он участвовал в «Азбучной войне» против замены кириллицы латинским алфавитом, являлся членом Собора русских учёных, радел за чистоту восточнокатолического обряда. Большой вклад Яхимович внёс в развитие школьного образования, вместе с Михаилом Куземским открыв множество народных школ.
23 марта 1860 года Григорий Яхимович был утверждён на митрополичий престол в Галиче. По поводу этого события Богданом Дедицким в типографии Ставропигийского института был издан 560-страничный альбом «Зоря Галицкая альбумъ на 1860 р.», в котором содержались статьи, вирши, стихи и пр. пятидесяти двух галицких и закарпатских авторов, среди которых были Николай Устианович, Лука Данкевич, Александр Духнович и др.
Помимо церковной и общественно-политической деятельности Григорий Яхимович увлекался астрономией и техникой. Он написал несколько исследований, сконструировал машину для кошения травы, разрабатывал план пароходного сообщения на реке Сан. Яхимович пользовался уважением при императорском дворе, он был награждён Крестом Леопольда и титулом барона.
Умер во Львове 17 (29) апреля 1863 года. На его похороны собралось около 20 000 человек.